# Витебская улица (Минск)
Ви́тебская улица (бел. Віцебская вуліца) — улица в историческом центре Минска, в Раковском предместье. Проходит от Раковской улицы.

## История
Историческое название улицы — Немига-Раковская, она соединяла Раковскую улицу с Немигской (ныне Немига). Также называлась Немигским переулком (на некоторых картах Немигский переулок отходил от Немига-Раковской улицы). Конечный участок улицы был уничтожен при реконструкции Немиги в 1960-х гг. Существуют планы восстановить часть утраченной застройки и сделать улицу пешеходной.

## Описание
Витебская улица проходит на юго-восток от Раковской улицы, продолжая улицу Освобождения. Улица заканчивается тупиком во дворах многоэтажных домов по улице Немига. Нумерация домов — от Раковской улицы.

## Примечательные здания и сооружения
На улице частично сохранилась каменная застройка XIX века (дома 10, 11, 21, 21а). Преобладает застройка в стиле эклектики.
По нечётной стороне
- № 11 (правая часть ранее имела № 17, левая — № 19) — двухэтажный неоштукатуренный дом с двускатной крышей. Фасад оформлен лучковыми оконными проёмами и карнизом с сухариками. На втором этаже в правой части здания размещены два балкона. Памятник архитектуры, номер 711Е000001.
- № 21 — двухэтажный дом с вальмовой крышей. Фасад с прямоугольными оконными проёмами расчленён подоконными плоскими нишами и прямыми сандриками[3]. Памятник архитектуры, номер 711Е000001.
- № 21а — двухэтажный дом, памятник архитектуры, номер 711Е000001.

По чётной стороне

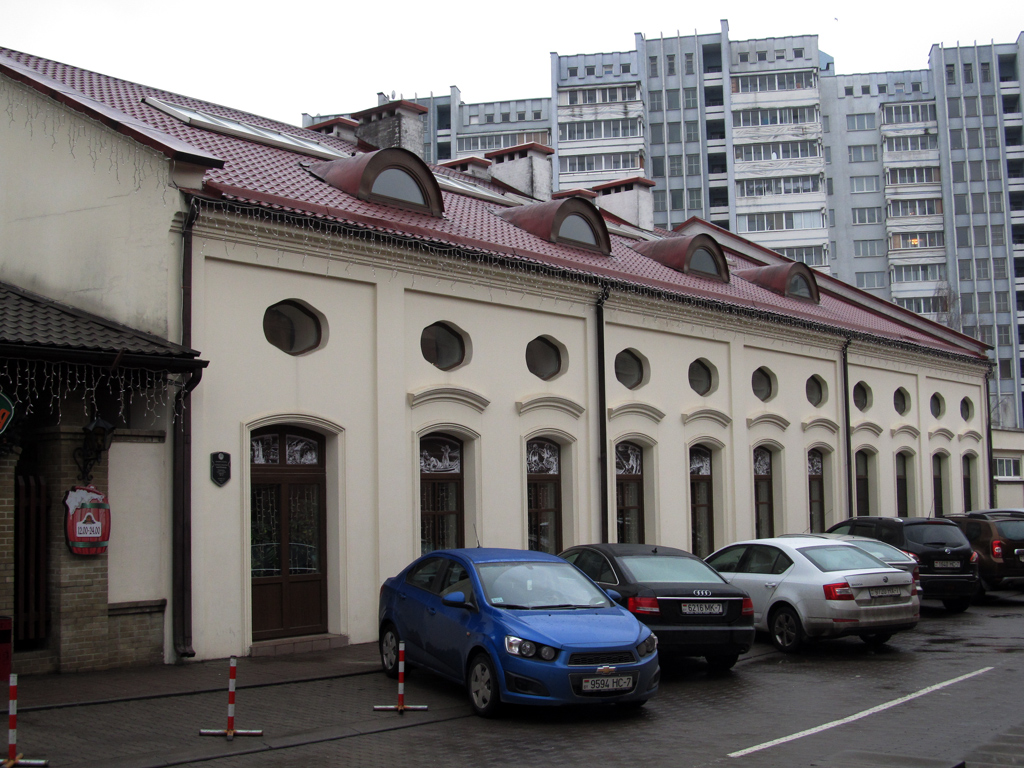
Дом 10

- № 10 — одноэтажный дом с двускатной крышей, фасад разделён лучковыми оконными проёмами и прямоугольными нишами, над которыми — небольшие овальные ниши[3]. Памятник архитектуры, номер 711Е000001.